# Джурла (пещера)
Джурла — карстовая пещера в Крымских горах. Заложена в конгломератах. Наибольшая по размерам из всех конгломератовых пещер Крыма.

## География
Располагается на южном склоне Демерджинского массива в верховьях балки Сотера, на высоте около 900 м над уровнем моря. Вход в пещеру расположен в левом борту балки, под одноимённым водопадом, срывающимся с уступа известняков.

## Описание
Пещера состоит из широкого, но довольно низкого (1,0 м.) входного коридора, через 20 м приводящего к глыбовому завалу, образованному блоками конгломерата размерами от 1 до 80 м³., вывалившимися из свода по трещинам 40° и 130° и сцементированными глинисто-карбонатными отложениями. Этот завал почти полностью покрывает пол большого зала площадью около 150 м²., выработанного в конгломератах. На стенах его многочисленны карманы и ниши, местами украшенные карбонатными натеками. Пол в дальнем конце зала сплошь покрыт хорошо отмытой кварцевой галькой. На стенах полости видны следы ежегодного подтопления на высоту более 3 м. (примазки глины, веточки кустарника, листва и пр.).
Пещера Джурла представляет собой пещеру-понор, через которую часть поверхностного стока, формирующегося на южных склонах Демерджи, переводится в подземный сток, направленный в противоположном направлении, на северо-запад.

## Геология
На этом участке пачки средне- и мелкогалечниковых конгломератов мощностью до 40—60 м круто, под углом 45° падают на северо-запад, чередуясь с прослоями массивных и толстослоистых известняков мощностью до 10—15 м.